# Elecciones estatales de Zacatecas de 1998
Las elecciones estatales de Zacatecas de 1998 se llevaron a cabo el 5 de julio de 1998 y en ellas se renovaron los siguientes cargos de elección popular en el estado mexicano de Zacatecas:
- Gobernador de Zacatecas. Titular del Poder Ejecutivo del estado, electo para un periodo de seis años no reelegibles en ningún caso. El candidato electo fue  Ricardo Monreal Ávila.
- 56 ayuntamientos. Compuestos por un Presidente Municipal y regidores, electos para un periodo de tres años no reelegibles para el periodo inmediato.
- 30 Diputados al Congreso del Estado.18 Electos por mayoría relativa en cada uno de los Distrito Electorales y 12 Electos bajo el principio de Representación Proporcional.

## Resultados Electorales

### Gobernador
|  | 13.2 % |

|  | 38.5 % |

|  | 44 % |

|  | 4.3 % |

|  | 0.00 % |

|  | 100.00 % |

### Ayuntamientos

#### Zacatecas
- Magdalena Núñez Monreal  Hecho

#### Fresnillo
- José Chávez Sánchez  Hecho

#### Guadalupe
- Laura García Medina  Hecho

#### Río Grande
- Gumaro Elías Hernández Zúñiga   Hecho

#### Sombrerete
- Ismael Murillo Murillo  Hecho

#### Concepción del Oro
- Arturo Domínguez Álvarez   Hecho

#### Genaro Codina
- Antonio Arteaga Hernández   Hecho

#### Jerez
- Benito Juárez García  Hecho

#### Tabasco
- Federico Bernal Frausto   Hecho

#### Pinos
- Carlos Contreras Nieto  Hecho

#### Mazapil
- Mauro Montoya Áviles  Hecho

#### Teúl de González Ortega
- Felipe Ramírez Chávez  Hecho